# Tribut de les Tres Vaques

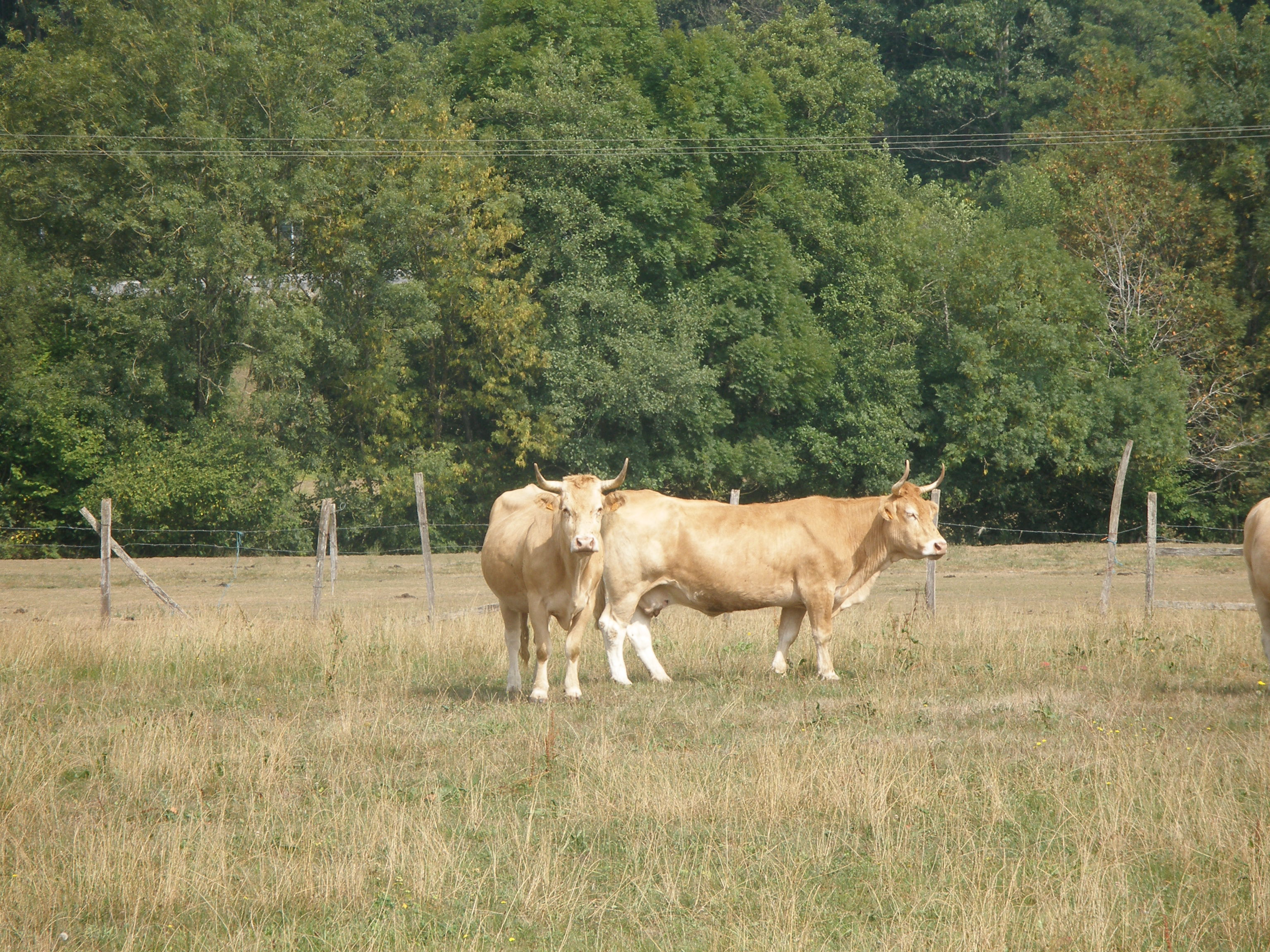
Las vaques amb les quals sabona aquest tribut són de raça pirinenca.

El Tribut de les Tres Vaques és una cerimònia que reuneix els veïns de les valls de Varetons (Bearn, França) i de Roncal (Navarra, Espanya) en el punt anomenat «Pèira Sent Martin» situat en el serral d'Ernaz el dia 13 de juliol de cada any, i durant la qual els primers lliuren tres vaques als segons.
És considerat el tractat en vigor més antic d'Europa. Es desconeix la data d'inici d'aquesta cerimònia, que en tot cas és molt anterior a la sentència de 1375, en la que es basa en l'actualitat la seva realització. Es considera que va sorgir com un tribut de guerra després de la invasió de cimbres i varetoneses l'any 125. Per tant, aquesta sentència certifica la seva existència des de fa 636 anys, realitzant-se de manera ininterrompuda des de fa 436 anys. Només al segle xvii sorgeixen seriosos problemes quant a la seva continuïtat i posteriorment es produeixen petits incidents o retards deguts als esdeveniments bèl·lics de la zona.
Encara que tradicionalment es denomina tribut, no és tal per no existir vassallatge, sinó que es tracta d'un acord entre iguals, un contracte sinal·lagmàtic (bilateral).
El 24 de gener de 2011 el Govern de Navarra el va declarar Bé d'Interès Cultural Immaterial, i el 2014 es va incloure en l'Inventari del patrimoni cultural immaterial de França.

## Cerimònia

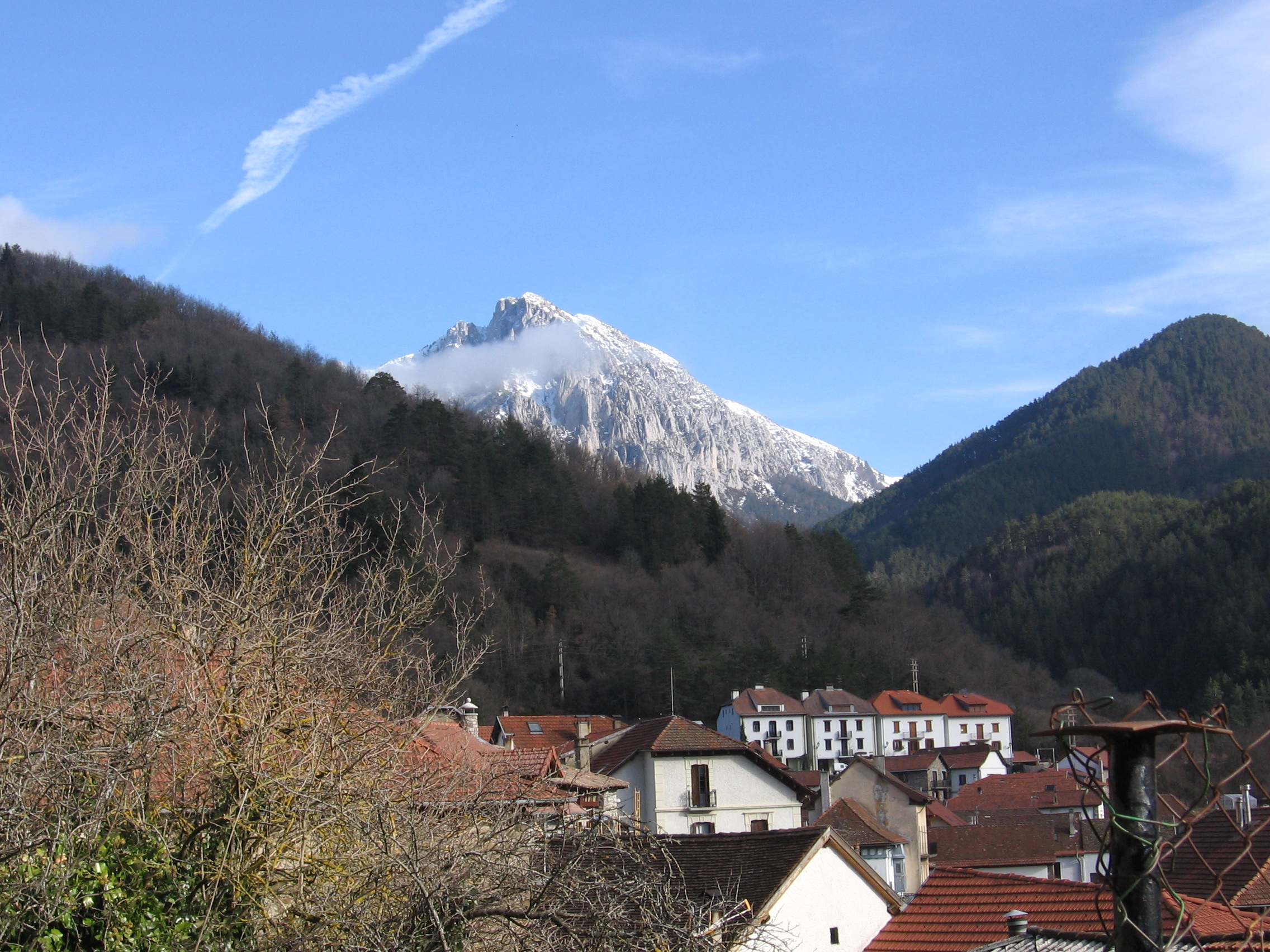
Izaba, el seu alcalde presideix el Tribut de les Tres Vaques.

Els representants de Roncal -amb abillament tradicional, barret roncalés, capot negre, valona i calçons curts- i els de Varetons -amb vestit de diumenge i amb la banda tricolor francesa creuada al pit- es reuneixen entorn de la fita 262, que substitueix a la desapareguda «Pedra de Sant Martí» el 1858, cadascú al seu territori en el fronterer serral d'Ernaz a 1.721 m.
L'alcalde d'Izaba, president de l'acte, pregunta tres vegades als varetonesos si estan disposats a pagar el Tribut de les Tres Vaques de dos anys, del mateix pelatge i cornatge, i sense tatxa ni cap lesió. Els preguntats contesten que sí en tres ocasions.
Seguidament un dels alcaldes varetonesos col·loca la mà dreta sobre la pedra o fita i posant la seva damunt un roncalés, i així es van alternant els altres representants. L'últim a posar la seva és l'alcalde d'Izaba, que pronuncia les paraules:
A les que responen amb les mateixes paraules els de la vall veïna. Tot seguit es procedeix al reconeixement de les vaques pel veterinari d'Izaba, que una vegada declarades sanes, se'n repartiran dues per a la vila d'Izaba i l'altra cada any toca alternativament a un pels pobles de Urzainki, Uztarroze i Garde. A continuació el regidor d'Izaba lliura el corresponent rebut i es procedeix al nomenament anual de quatre guardes per a la custòdia dels llocs de pastura d'Ernaz i Leja, als quals se'ls pren jurament. Després demana als que tinguin alguna cosa per al·legar que facin un pas al capdavant i ho facin.
L'acta és formalitzada pel secretari que certifica i signen els representants, primer els de Roncal seguits pels de Varetons. També signen com a testimonis algunes personalitats assistents. Posteriorment els roncalesos ofereixen un banquet als seus veïns amb carner rostit com a plat fort.
En l'actualitat, després de la cerimònia les vaques tornen al seu territori i es dona l'equivalent al seu valor monetari del mercat. En els últims anys aquest acte que amb prou feines dura uns minuts, s'ha popularitzat, atraient milers de persones.

## La sentència arbitral de 1375
La sentència “arbitrària” (denominació de l'època) del 16 d'octubre de 1375 és la que segueix vigent amb la denominació de carta de pau.
En el preàmbul s'informa que es troben reunits a Ansó els procuradors dels consells roncalessos i homes bons de Varetons nomenats per les viles, prèvia autorització del rei de Navarra Carles II i del vescomte de Bearn Gastó III de Foix del 28 de juliol al 18 d'agost.
Aquests es comprometen a bregar les seves diferències a les mans de l'alcalde d'Ansó, Sancho García i cinc veïns que haurien de resoldre com a àrbitres arbitradors i amigables componedors. També estaven presents molts homes bons de les parts interessades i d'altres llocs. Entre aquests i també com a part arbitral els de la vall de Sola. Pel que després d'escoltar a testimonis i examinar documents estaven posats a manera de jutges. El lloc de reunió era l'església de Sant Per o Sant Pere i la seva finalitat s'expressava:
| « | ...por bien de paz et de concordia et por tirar odios, rancores, malas voluntades, dannos, travayllos, gastos, intereses, lesiones, muertes, feridas, golpes, peleas, bregas, depredaciones, guerras, desensiones entre las dichas partidas. | » |

Escut de la vall de Roncal. Diverses localitats d'aquesta vall son las beneficiades de l'entrega del Tribut.

Els àrbitres reconeixen el fracàs dels intents d'avinença en els quals van intervenir bisbes, cavallers i comissaris del rei de Navarra i del comte de Foix. La seva primera gestió va ser pujar al port d'Arlas, formidable mirador a 2.062 metres d'altitud, per fixar les mugas en presència de cinc homes de cada vall, declarant-se que la «Piedra de Sant Martín» era límit entre el Roncal i el terme d'Aràmits. Es van examinar les fonts i límits on es localitzaven les divergències i a partir d'aquí es van delimitar els altres serrals i llomes.
Segueix la sentència reglamentant l'ús de les pastures pels d'Arette, els ramats de bestiar major i menor dels quals obstaculitzen el 10 de juliol i per 28 dies per abeurar en les fonts d'aquests llocs. A continuació pasturarien els ramats roncalesos fins al dia de Nadal. Es podia utilitzar l'aigua lliurement per beure o pastar el pa.
Pels «transgressors» s'estableixen greus penes de carneramiento (embargaments) i monetàries de 300 sous morlans (moneda de Bearn) pels que injustament convoquessin el cognom (crida a les armes general). Si l'infractor no pogués pagar la infracció ho faria la vila.
Pel que fa al lliurament de les vaques diu:
| « | Porque trovamos verdaderamente por las dichas deposiciones siquiere relaciones de los dichos testimonios et personas fidedignas, que los dichos baretoneses siempre usaron et acostumbraron dar tres vacas de cada dos annos sines macula el cuatreno día empues de la fiesta de Setem Fratrum, por cada un anno los de Isaba, Uztarroz-Goyena, Garde et Urçainqui en su termino et territorio, unos de los testigos deziendo por las muertes que los dichos baratoneses hauian fecho a los de Isaba, Uztarroz-Goyena, Garde et Urçainqui, en su termino et territorio, et otros testimonios deciendo que si no, por razón que puediesen prender agua et abrebar en las dichas fuentes... pronunciamos et mandamos por sentencia que los dichos baratones den et paguen por cada un anno perpetuamente, de aquí adelante las dichas tres vacas de cada dos annos sines macula... a la dicha piedra de Sant Martín... Et por razón de los grandes males pasados que han habido ente ellos, que no ende sean tenidos de pagar ende cosa alguna entroa el presente día, sino, de aquí adelante, como por nos dicho et sentenciado es. | » |

En la sentència també s'ordena el perdó mutu per les morts produïdes en totes dues valls, alliberant als habitants del Bearn del lliurament de les vaques que devien. Els presos que tenien retinguts de la vall contrària, dues en cadascun, es posarien a la disposició dels àrbitres. I imposen els àrbitres una treva per "ciento et un aynnos", que és el mateix que perpètua.
A més es nomenaven als carneadores, els que embargaven el bestiar oposat fora de la llei, quatre d'Isaba i quatre d'Arette, per deu anys.
No apareix en aquesta sentència la paraula tribut que s'aplica a tota imposició pública, als impostos per vassallatge. Aquest terme s'utilitzarà amb posterioritat, encara que no li correspon perquè era un contracte sinal·lagmàtic, és a dir, entre dues parts en igualtat, sense vassallatge, i amb obligacions mútues. Al segle xiv el lliurament de tres caps de bestiar no tenia res de denigrant i tenia un escàs valor monetari, gairebé simbòlic, tenint en compte el gran profit que suposava l'ús i gaudir de les pastures i l'aigua.
El debat dels historiadors ha estat llarg, sense posar-se d'acord si el motiu del tribut eren les morts o les fonts, ni tampoc sobre l'inici del lliurament portant-lo alguns al segle ix i uns altres al XI. Per al catedràtic Víctor Fairén, jurista expert en les faceríes dels Pirineus, es tracta d'una compensació pel gaudir que fan els varetonesos dels terrenys de Larra i Ernaz durant 28 dies a partir del 10 de juliol. Els roncalessos tenen dret a usar-los des de la primera setmana d'agost fins al 25 de desembre, però en aquesta època predominen el fred i el mal temps, amb el que el rendiment és menor. Aquest autor considera antijurídic que la causa del Tribut fos una remuneració per assassinats. No obstant això cal fer-se ressò que va poder ser el preu de la pau, més que el de les pastures.
Aquesta sentència és la que ha arribat fins als nostres dies, ratificada pels successius convenis com la «Transacció del 22 d'agost de 1642» i el «Tractat de Límits de 1856».

## El conflicte entre totes dues valls
Es desconeix quan es van iniciar les disputes entre els pastors de les dues valls per les pastures i les fonts de l'alta muntanya. Alguns historiadors els remunten al segle ix i uns altres al xi; en tot cas ja hi ha constància a documents del segle xiii. De vegades es realitzaven pactes orals i en altres ocasions amb cartes de pau o pasturaries.
Al segle xiv en què Gastó Febus aconsegueix consolidar la sobirania sobre el Bearn amb una independència gairebé total de França i Anglaterra, els reis de la qual tractessin respecte als vescomtes, en endavant. I encara que llavors els llaços amb el regne de Navarra es van estrènyer, com consta en els documents d'aquests anys, va ser quan les greus diferències entre les gents de Roncal i Varetons van aparèixer amb tota la seva força. Els incidents en la seva major part sembla que van ser picabaralles entre pastors, amb morts però sense grans batalles campals. Entre aquestes destaca com més sonada la batalla de Beotivar o Facienda el 1321, amb intervenció del governador del regne i dos merins, dels quals un va morir al costat d'una dotzena més de baixes. En 1335 es va produir una altra trobada més greu amb trenta-cinc morts, també amb intervenció dels propis merins que solien portar entre 200 i 300 homes.
Els altercats porten a realitzar un document el 1350, al començament del regnat de Carlos II, una espècie de memorial amb un succint repàs de les relacions internacionals. En elles es confirma que l'origen principal de les dissensions o "debat" era l'ús de les fonts dels ports en les quals abeurava el bestiar. També cal una referència que tant el rei com el vescomte tracten d'arreglar les coses conforme a dret:
| « | han paz, amiztat et bonos deudos, sin dicensión alguna, saluo que las gentes de Val de Roncal et las gentes de Val de Baretous, de la tierra de Bearn, han debat sobre labeurador de ciertas fuentes que son en los puertos, en el quoal debat los comisarios de ambas tierras ficieron ciertas providencias, segunt por el proceso paresce. | » |

Existeix un segon document de 1361 que tracta d'una ordre al lloctinent dels merins de Sangüesa relacionada amb l'empitjorament de la situació. El rei atén la petició i ordena el lloctinent que es traslladi al lloc per requerir-los a tots i cadascun dels pobles o viles:
| « | so pena de cuerpos et bienes, cada que serán requeridos por los dichos de Isava, bayan en ayuda deyllos apeyllidamente, en detenimiento de la tierra del Seynnor Rey, no atendiendo padre a fijo ni fijo a padre | » |

Per tant, ja no es parla només de fonts sinó d'erms en referència al que avui es diu Ernaz (Erlanz) i Larra (Arra). Deixant ben asseguda la intenció de Carlos II de mantenir la sobirania al territori:
| « | car no es nuestra entención que ningunos estraynos ayan a pisar la tierra del Seynnor Rey non devidament, maormente los dicho baratones. | » |

En tots aquests anys els intents de conciliació, intervinguts pels bisbes de Baiona, Auloron Santa Maria, Pamplona i Jaca que van concórrer a Ansó, van ser inútils.

### Enfrontaments de 1373

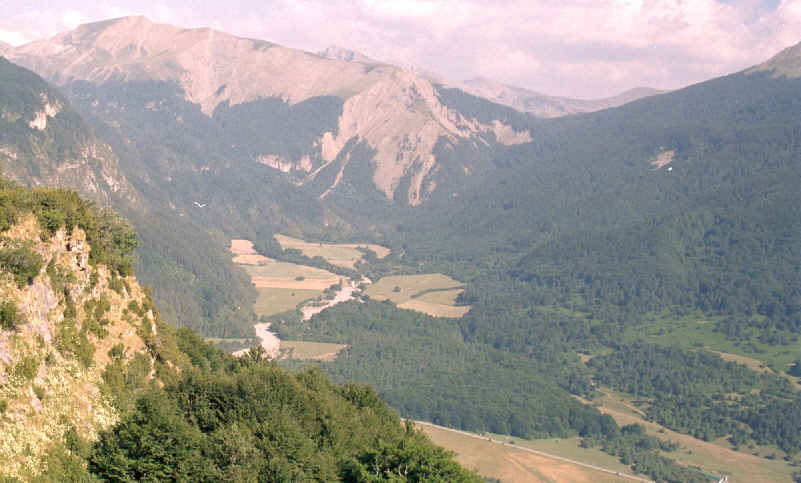
La vall de Belagua.

Els fets succeïts en 1373 van ser els que van portar a la sentència que encara segueix en vigor. Aquests fets són una barreja d'història i llegenda.
En una de les fonts que es trobava en litigi al territori del regne de Navarra, a la muntanya Arlás, es van trobar el roncalès Pedro Karrika i el varetonès Pierre Sansoler amb els seus ramats. Després d'una discussió i baralla Karrika va matar a Sansoler. Seguidament es va organitzar una expedició, manada pel cosí del difunt Anginar Sansoler, que com que no troba a l'homicida van baixar cap a Belagua on van trobar a la dona de Karrika, Antonia Garde que es trobava embarassada. Després de preguntar pel seu marit la van matar. A Isaba la notícia es va estendre i Karrika amb un grup de conveïns van anar a venjar la mort de la seva esposa, arribant a la casa de Sansoler on estaven celebrant la gesta. Hi havia present la dona amb un nen en braços que van ser respectats, però no així els altres, inclòs Sansoler, que van ser tots assassinats. Algú, això no obstant, va arribar a comunicar-ho als veïns d'Arette, que immediatament van organitzar una emboscada en passar per un congost, exterminant aquella nit a gran part dels contraris, uns vint-i-cinc.
Aquests successos van arribar a les orelles del rei navarrès i del vescomte bearnès, que van realitzar durs esforços per aconseguir la pau.
Mentre els enfrontaments es van incrementar produint-se la batalla de Aguincea, en la qual van caure 53 roncalesos i 200 varetonesos. Dins de la vall de Roncal van intervenir de manera directa els pobles fronterers d'Isaba, Uztárroz, Urzainqui i Garde.
Per fi, els varetonesos van demanar una treva, portant a l'arbitratge d'Ansó abans ressenyat.
Encara hi ha referència a una trobada anterior en el mateix lloc, en el qual els de Varetons estaven dirigits per un terrible capità esgoti que tenia quatre orelles. La victòria s'inclinava cap als bearnesos quan un tal Lucas López de Garde va travessar al capità amb la seva llança. Això va provocar la desmoralització dels seus, que van emprendre la fugida.

## Evolució del pacte
La carta de pau, que era la denominació de la sentència de 1375, va servir per anar pacificant les relacions entre les dues valls. No obstant això inicialment aquesta no va ser total, i en 1389 va caldre redactar un complement a aquesta sentència doncs va haver-hi alguns enfrontaments. Van ser nomenats procuradors per ambdues parts per resoldre els problemes de prendiment de bestiar. La junta composta per tres procuradors varetonesos i quatre roncalesos, acatà els pactes i es mostra propícia a una amigable composició sobre els casos de morts, ferides, penes, etc.
En aquesta concòrdia de 1389 els guardes roncalessos nomenats hauran de jurar davant l'altar de Sant Julián de Isaba i els de Varetons en el de Sant Vicent de Aràmits.
El 27 de setembre de 1427 un paorós incendi destrueix gran part d'Isaba, quedant únicament 25 cases, amb la destrucció de l'església on es trobaven els documents de l'acord. A 1433 es fan còpies per substituir a les destruïdes.
A 1477 es troba descrita, encara que breument, la primera cerimònia de lliurament dels caps de bestiar amb descripció d'assistents i desig de pau:
| « | Et así bien prestaron et dieron, conforme a la dicha sentencia, las tres vacas a los de la val de Roncal et juraron la dicha paz. | » |

A 1450 hi ha descrita una altra crisi amb prendiment d'uns 5 000 caps de bestiar per part dels roncalesos i amb una resposta similar pels varetonesos.
Els reis navarresos i vescomtes del Bearn respecten els privilegis de les valls i aquest acord. Amb Caterina I de Navarra i Joan III Albret els reis dirigeixen tots dos territoris. A 1512 Ferran el Catòlic realitza la Conquesta de Navarra, amb una perllongada guerra de Navarra per mantenir la seva independència, mantenint-se no obstant això aquest tractat.
El 1563 es realitza una capitulació sobre el tall de llenya entre Roncal i Varetons, amb una reunió extraordinària el 14 de setembre dels procuradors de les valls.

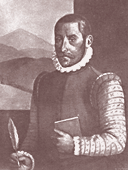
Esteban Garibay, cronista de Felip II d'Espanya va descriure la cerimònia a l'any 1571.

### Descripció de la cerimònia per Garibay

Escut d'armes dels vescomtes de Bearn. Quan Garibay va descriure la cerimònia, el Bearn no pertanyia al regne de França malgrat el que va escriure

Esteban Garibay, cronista guipuscoà a l'època de l'Imperi Espanyol, l'any 1571 va elaborar una descripció de la cerimònia, encara que amb alguns errors: diu erròniament que el 13 de «juny» (en comptes de juliol) tenia lloc la famosa junta anual, amb l'assistència dels jurats dels set pobles de *Roncal i set o vuit jurats «*bretons» (en comptes de varetonesos). Es posen els dos grups a banda i banda d'una fita de pedra de vara i mitja d'alt, i els roncalesos pregunten als «francesos» (en comptes de bearnesos, amb Joana III com a reina de Navarra i vescomtessa de Bearn), si estan disposats a jurar. Llavors posen la seva llança a terra, seguint la línia de les fites i, a continuació, els roncalesos tiren damunt la seva, formant una creu. Els «francesos» posen les seves mans damunt d'aquesta creu formada per les llances i, els roncalesos, com a superiors, fan el propi sobre les d'aquests, amb el silenci més gran dins de la jurisdicció de cadascun. Presten jurament i manifesten «que la paz entre ellos irá avant». Es repeteix la frase fins a tres vegades i surten llavors d'un bosc una trentena d'homes amb les vaques, agafades per les banyes i cues, d'una edat, senyal i pes, i sense cap lesió, doncs amb altres característiques les refusarien els roncalesos «porque son para las parias». Els «francesos» posen mitja vaca en sòl navarrès; se l'agafa si està en condicions establertes. El mateix que les altres dues, posant-les en lloc segur, perquè si algun dels animals torna a França, no estan obligats els francesos a lliurar una altra en el seu lloc. Després ve el nomenament dels guardes i es desfan els greuges. I segueix el relat: «pasadas estas cosas, los roncaleses, con liberalidad de hidalgos, dan luego de merendar a los franceses con pan, vino y muy bueno perniles de tocino y lo mismo hacen a todos los que acuden a la fiesta». Durant la resta del dia té lloc una fira a la part «francesa», amb venda de carners, bous, egües i d'altres bestiars.

### Desavinences delseglexvii
Les majors dificultats per a la continuïtat del tractat internacional van succeir al llarg del segle xvii. A la cerimònia de 1612 van ser rebutjades dues de les vaques per presentar, segons el parer dels roncalesos, més de dos anys i altres defectes. Van realitzar una protesta formal i es van allunyar de males maneres dels varetonesos. Immediatament, buscant avinença, es va reprendre la cerimònia acceptant una vaca més però no la tercera. Després de moltes desavinences i ànims exaltats, no es va arribar a cap acord, marxant cadascú cap als seus territoris. Hi havia tres dies de termini dins el pacte per presentar a la plaça d'Isaba la que faltava. Però va esser en va. Passat un mes, els roncalesos van decidir recórrer-ho; a pesar que hi havia partidaris d'actuar amb violència, es va realitzar un requeriment formal als d'Ansó, com a fiadors de la sentència de 1375. No obstant això tampoc era un bon moment, ja que ansotans i roncalesos també estaven en disputes per termes comuns o «faceros». Finalment no va prosperar. Es va plantejar portar-ho davant la reina de França Ana d'Àustria, dona de Lluís XIII de França i II de Navarra o a pledejar als tribunals francesos. No obstant això, aquestes passes no es van seguir i van negociar directament amb els varetonesos (llavors també se'ls denominava bretonesos o peligordins). Aquests exigien que les vaques fossin examinades per persones alienes a les dues parts, cosa fet al que s'oposaven els roncalesos pel costum inveterat.

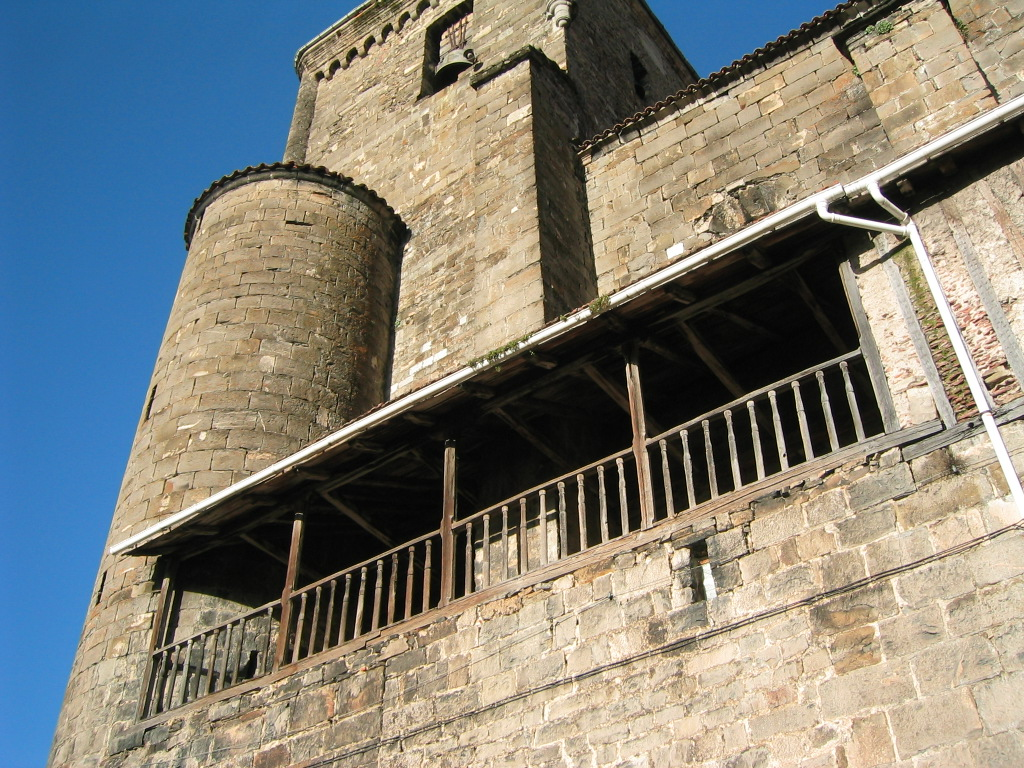
Església de San Cipriano a Isaba, construïda al. L'església anterior s'havia incendiat al 1427. A aquest incendi es van cremar també els documents originals de la sentència, fet que va comportar incrementar-se el conflicte al quan els varetonesos van exigir els originals.

A la cerimònia de 1614 també es demanava la presentació de l'original de la sentència de 1375, que havia desaparegut a l'incendi d'Isaba de 1427. Després del jurament de guardar pau i pasturaria, com ho havien fet els seus avantpassats i el nomenament dels guardes i al moment del lliurament, el varetonesos va exigir l'escriptura original per comprovar si aquesta obligació era temporal o perpètua, el d'isabarre va contestar que era perpètua i que feia més de quatre-cents anys que es complia.
Va amenaçar-se als varetonesos amb els tres mil marcs de pena previstos a la sentència, però així i tot, es van reiterar en la seva petició. Per a superar la dificultat es va sol·licitar als d'Ansó la còpia autoritzada de Johan de Caseterat, notari de Auloron.
De bon començament, no es van donar per vàlides les còpies, que també tenien els varetonesos. A les vistes de 1615 s'arreglen i es reconcilien, admetent finalment la còpia d'Ansó, lloc de l'arbitri. Es va realitzar la junta i els varetonesos es van posar al corrent del pagament, tornant a la normalitat durant uns anys. En aquell temps els roncalesos tenien uns cent mil caps de bestiar de llana i unes sis mil de boví en nombres rodons. El 1628, es trenca la calma i apareixen de nou desavinences que es perllongaran fins al 1642, dificultades a més a més per la Guerra dels Trenta Anys que va començar el 1635. En aquells temps hi havia caps de bestiar per una banda i l'altra, i els de la vall de Varetons es van negar a realitzar el pagament de les tres vaques.
Dins aquest context les localitats de la vall estaven dividides, ja que Roncal, Burgui i Vidángoz, que no eren beneficiàries directes al no rebre les vaques, van inhibir-se a donar suport i en qualsevol despesa. Els d'Uztarroz es van prendre la justícia pel seu comte capturant mil caps de bestiar que van haver de restituir després de ser desaprovat el fet pel virrei, Luis Bravo de Acuña, i el Consell Reial de Navarra.
L'any 1635 va començar la Guerra dels Trenta Anys i el virrei marquès de Valparaíso va organitzar una expedició a la vall de Varetons capturant més de quatre mil caps de bestiar menor i uns vuitanta de major, que es van repartir en vuit lots, dos d'ells pels d'Isaba. Els varetonesos van voler-se revenjar i, malgrat que s'havia prohibit als roncalesos pujar als ports el bestiar, van aconseguir capturar unes cinc mil ovelles i carners i vuitanta peces de bestiar major, a més de treure'ls hi to el que portaven, capes, abastes, calderes, pans i formatges entre d'altres. Van ser apallissats alguns dels pastors i quatre van ser portats a Olorón com a ostatges, on van estar retinguts dos anys fins a aconseguir el seu rescat.
Accions d'apropiar-se indegudament de bestiar es van repetir dos cops més per part dels varetonesos l'any 1638, i el mateix van fer els roncalesos a l'any següent i, de nou, el 1642. Era una situació similar a la del segle xiv però, pel que sembla, sense que hi hagués morts. A tot això va influir el fet de la inhibició dels ansotanesos com a àrbitres. A la fi es van fer diverses trobades a Sainte-Engrâce, amb el rector en qualitat d'àrbitre, on s'arribà a la concòrdia del 22 d'agost de 1642, per la qual quedava en vigor l'antiga carta de pau de 1375 i s'eximia als varetonesos de tota obligació pels anys que no van fer el lliurament (des del 1630). La vall del Roncal va haver de pagar onze mil francs per rescatar els seus ramats, mentrestant va romandre com a ostatge Domingo Ederra a casa de l'alcalde d'Arette. El llarg litigi va deixar divisions internes a la mateixa vall de Roncal, que es van reflectir en el plet del 1647, però no va ser atès i, per tant, sense que es realitzés cap canvi, pel qual Roncal, Burgui i Vidángoz sol·licitaven el repartiment entre totes les viles de la vall les vaques del Tribut, assumint també les despeses.

### Compliment malgrat les dificultats

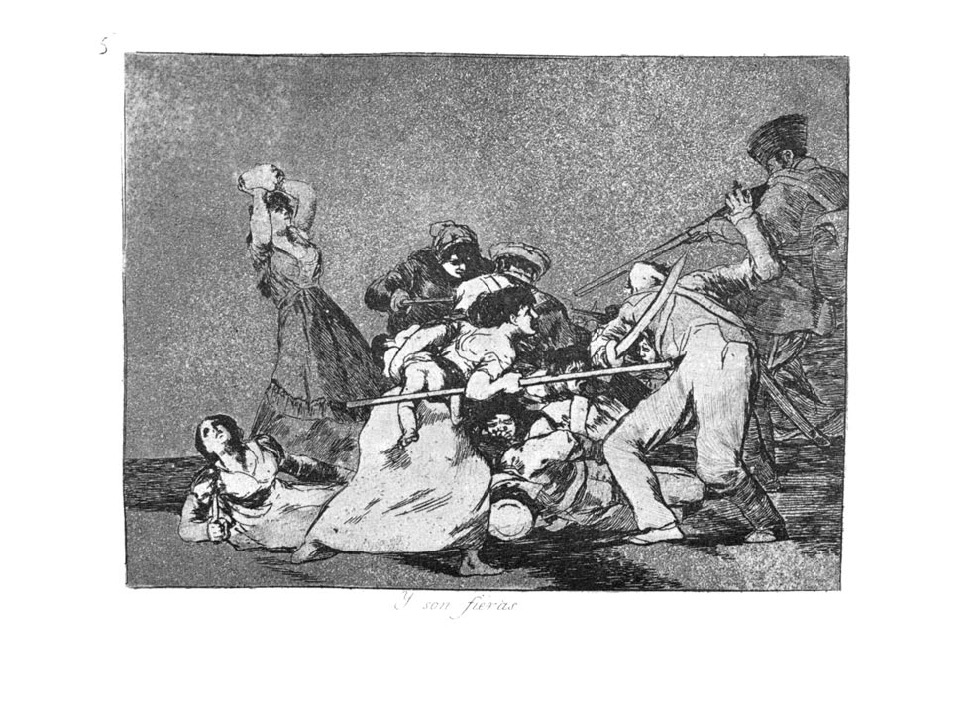
Y son fieras, gravat de Francisco de Goya (1810). Les guerres que van implicar a aquests territoris al llarg dels segles van alterar el compliment del Tribut, però no el van impedir, si exceptuem algun retard en els lliuraments.

No hi ha van haver interrupcions ni incidents significatius fins que l'any 1698 consta una multa de 300 marcs de plata. Durant la Guerra de Successió el lliurament romangué conforme a l'acord. El 1751 es descriu un petit incident: l'alcalde d'Isaba va cridar l'atenció als bearnesos per la presència de tres guardes de la ronda del tabac portant les seves armes, quan aquesta prerrogativa era privativa dels roncalesos; ho van reconèixer lliurant les armes de foc, i els van ser retornades.
Iniciada la Guerra Gran el 1793 entre França i Espanya el lliurament, com deien els de Aramitz, no es va poder realitzar però estaven disposats a complir-lo. Així el 17 d'agost entre les 8 i les 9 del matí es van presentar a la plaça pública d'Isaba i les van lligar al mayo, com era el costum. Es deia que la guerra entre França i Espanya no tenia res a veure amb el pacte entre les dues valls. I encara que la guerra havia produït pèrdues amb 50 bordes roncaleses incendiades i el saqueig de la venda i ermita d'Arraco (propera al lloc de la cerimònia), pel que sembla no van intervenir varetonesos. Aquests últims van escriure ratificant el pacte en una carta: «Y entre tanto, estamos y correremos con la misma fraternidad o hermandad» (I mentre, estem i correrem amb la mateixa fraternitat o germanor).
També durant la Guerra del Francès es van produir canvis. Així, l'any 1810, el lliurament es va fer el 16 de juliol i no el 13, i des del 1811 al 1814 es va pagar en diners (140 reals forts per vaca) en comptes de lliurar els caps de bestiar. A l'arxiu de la vall també es registren petites dificultats en la cerimònia de 1839.
El 1856, es va realitzar el Tractat de Límits franc-espanyol que tractava d'arreglar els problemes de les faceríes seculars de les valls d'ambdós vessants. Finalitzà el 1858 i afectava els Pirineus occidentals incloent Navarra. Es declarava que es realitzava una excepció a les abolicions de normes prèvies. Així, dins l'annex 3r de la Convenció Addicional a aquest Tractat (4 d'abril de 1959), es troba un resum de la sentència de 1375 que seguiria vigent. No obstant això la secular «Pèira de Sent Martin» va ser reemplaçada per una vulgar fita, com les altres 1300 que es van instal·lar com a límit fronterer el 1858.
En finalitzar el segle xix es va publicar a llibres i premsa de França informació sobre aquest Tribut provocant que l'opinió pública francesa es rebel·lés contra aquesta aparent humiliació. L'any 1895 es va intentar substituir les vaques per diners, sense aconseguir-ho. Aquest any Le Figaro i altres periòdics van publicar una protesta on es qualificava l'acte com a «extravagant cerimonial antifrancès». Es deia que es pagava un tribut de guerra, que els de Varetons havien de retrocedir sis passos més enllà de la línia fronterera, exigint-los que estiguessin amb el cap descobert mentre els roncalesos seguien amb el barret posat. Els francesos avançaven cap a la «Pèira» amb una llança portadora d'una bandera blanca en senyal de submissió, col·locant-la sobre la fita. L'alcalde roncalés col·locava una alabarda adornada amb una flama vermella, que clavava en sòl francès. Mitja dotzena de fusellers apuntaven cap a França, mentre els francesos no podien portar armes. Tot això va fer que unes sis-centes persones pugessin a protestar per aquest insult a França.
Al llarg del segle xx va romandre sense més incidents, excepte el 1944 durant la Segona Guerra Mundial, quan els alemanys van impedir aquest acte per temor que els francesos ho aprofitessin per travessar la frontera i escapar. Com a compensació, els anys següents els varetonesos van afegir una vaca més, fins que els roncalesos els van perdonar l'última.
Fins a mitjan segle XX passat, tant d'un costat com de l'altre, per arribar al lloc de la cerimònia els protagonistes sortien a la vespra i passaven la nit a la rodalia, o sortien a mitjanit i arribaven després de la penosa ascensió fins a alguna cabanya de pastor on descansaven abans de reiniciar el camí fins a la «Piedra». Res a veure amb avui-dia, on la carretera arriba a les seves proximitats; gràcies a les excel·lents relacions entre totes dues valls, van construir pel seu compte aquesta carretera internacional. Només la Diputació Foral de Navarra ho va recolzar a l'últim moment i per construir els últims trams.